# メキシコサンショウウオ
メキシコサンショウウオ (Ambystoma mexicanum) は、両生綱有尾目トラフサンショウウオ科トラフサンショウウオ属に分類される有尾類。ウーパールーパーや、メキシコサラマンダーという名称も用いられる。
アホロートル ([ˈæksəlɒtəl]; 古ナワトル語：āxōlōtl [aːˈʃoːloːtɬ] ( 音声ファイル)) とも呼ばれるが、アホロートルは本種をはじめとした幼形成熟のトラフサンショウウオ科の総称であるため、ほかの種の幼形成熟個体を指す場合もある。

## 名前
種小名mexicanumは「メキシコの」の意。アホロートルはトラフサンショウウオ科の幼形成熟個体を指す名称でもあり、アステカ文明で用いられたナワトル語で「水」と「イヌ」を組み合わせた語に由来する。スペイン語では、アホロートルの意味を翻訳した monstruo de agua（「水の怪物」の意）と呼ばれた。
アホロートルはアステカの火と稲妻の神ショロトル（Xolotl）にちなむものである。スペイン語とナワトル語で書かれた絵文書『ヌエバ・エスパーニャ概史』によると、アステカ神話で第4の太陽がなくなり、第5の太陽を作る際に神々が身を捧げたが、ショロトルだけが逃亡した。他の神に追いかけられて生き延びるために様々な姿に変化して、最後にはトウモロコシ畑の中のアホロートル（Así Xólotl アショロトル）に変化したが結局捕まった。それによって幼体の姿のまま再生能力を持つ死を恐れる怪物アホロートルとなったとされる。
和名としてメキシコサンショウウオやメキシコサラマンダーが用いられている。
俗称のウーパールーパーは、日本のテレビCMに登場した際に商標登録を行うために創作された。

## 分布
メキシコ（ソチミルコ湖とその周辺）。
日本には分布していないが、飼育を経て放流されたと見られる個体が確認されたことがある。

## 形態

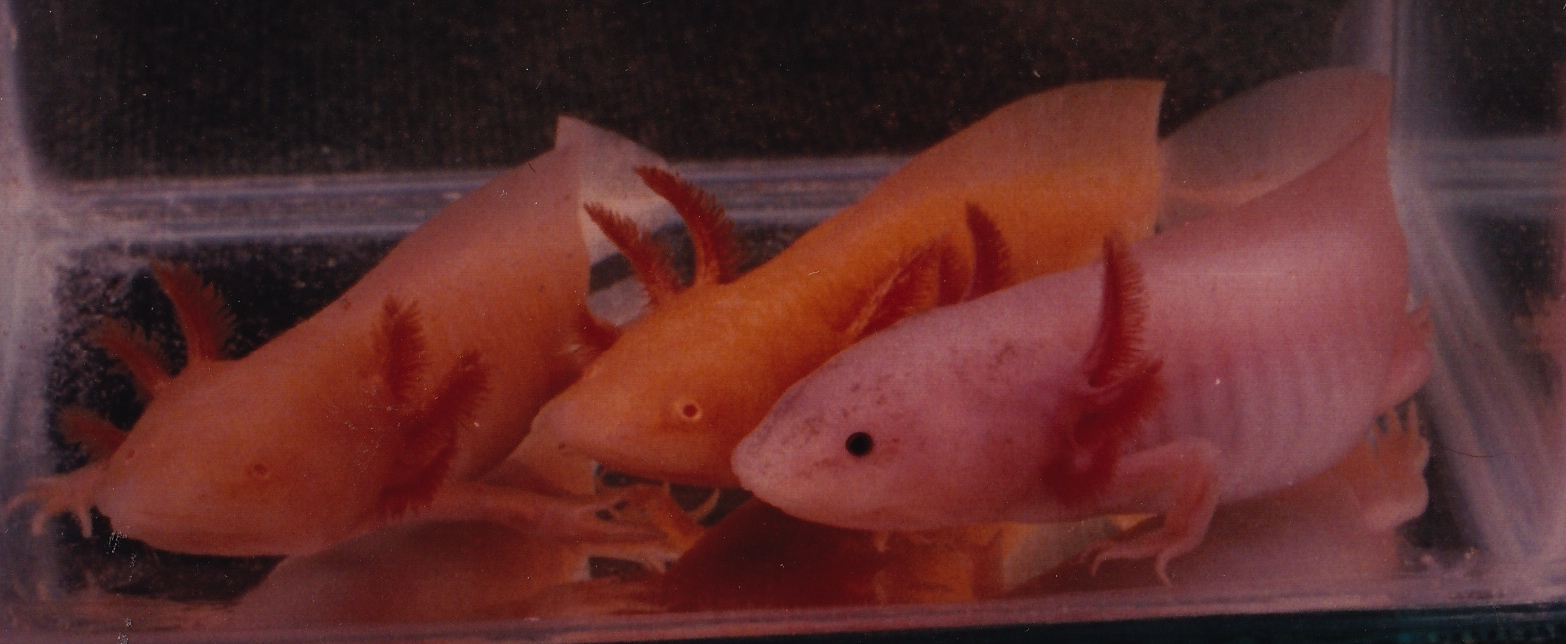
三色のメキシコサンショウウオ。中央がアルビノ、右が白変種のリューシスティック。左がそれらの混合

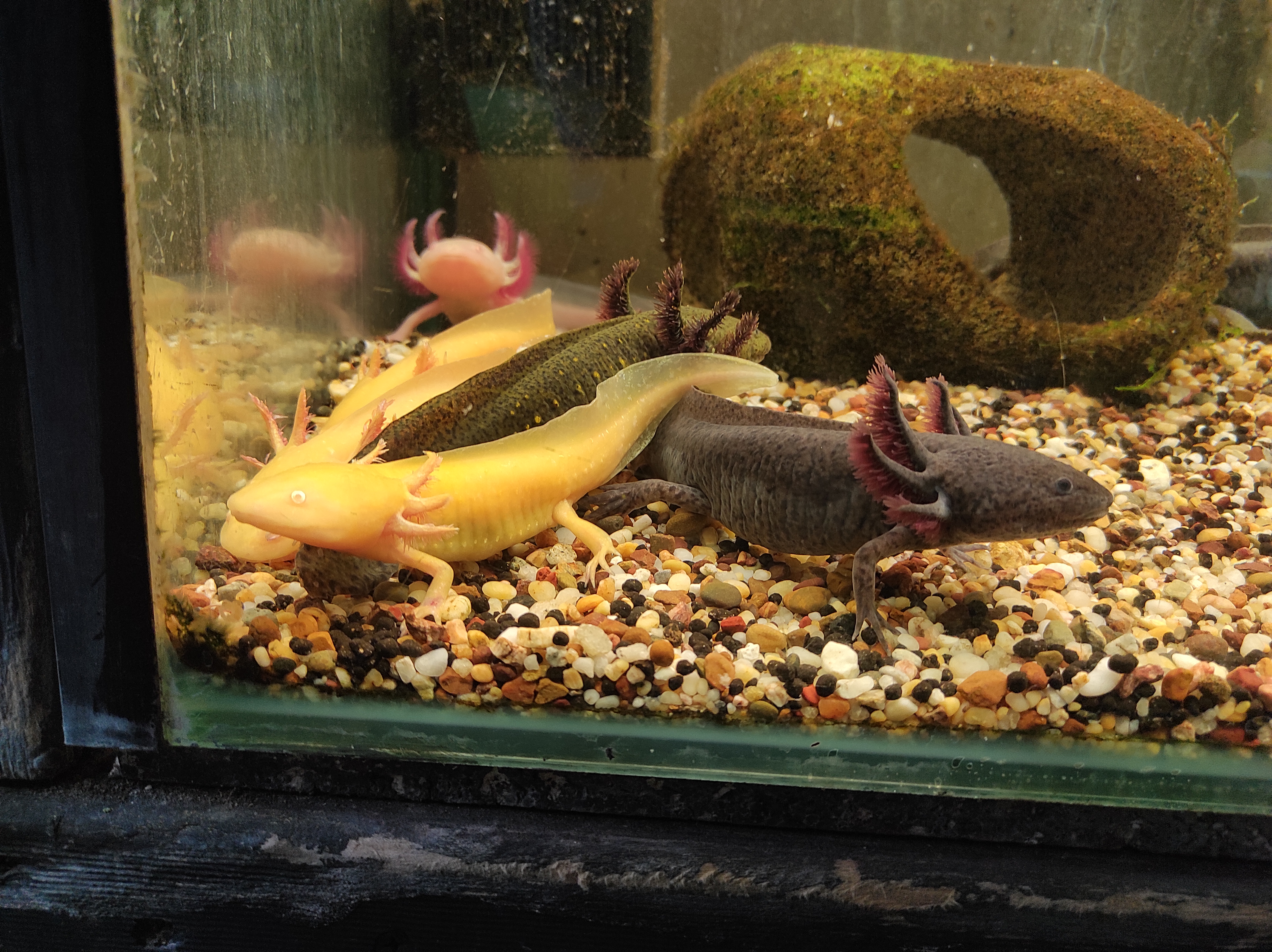
飼育個体のカラーバリエーション

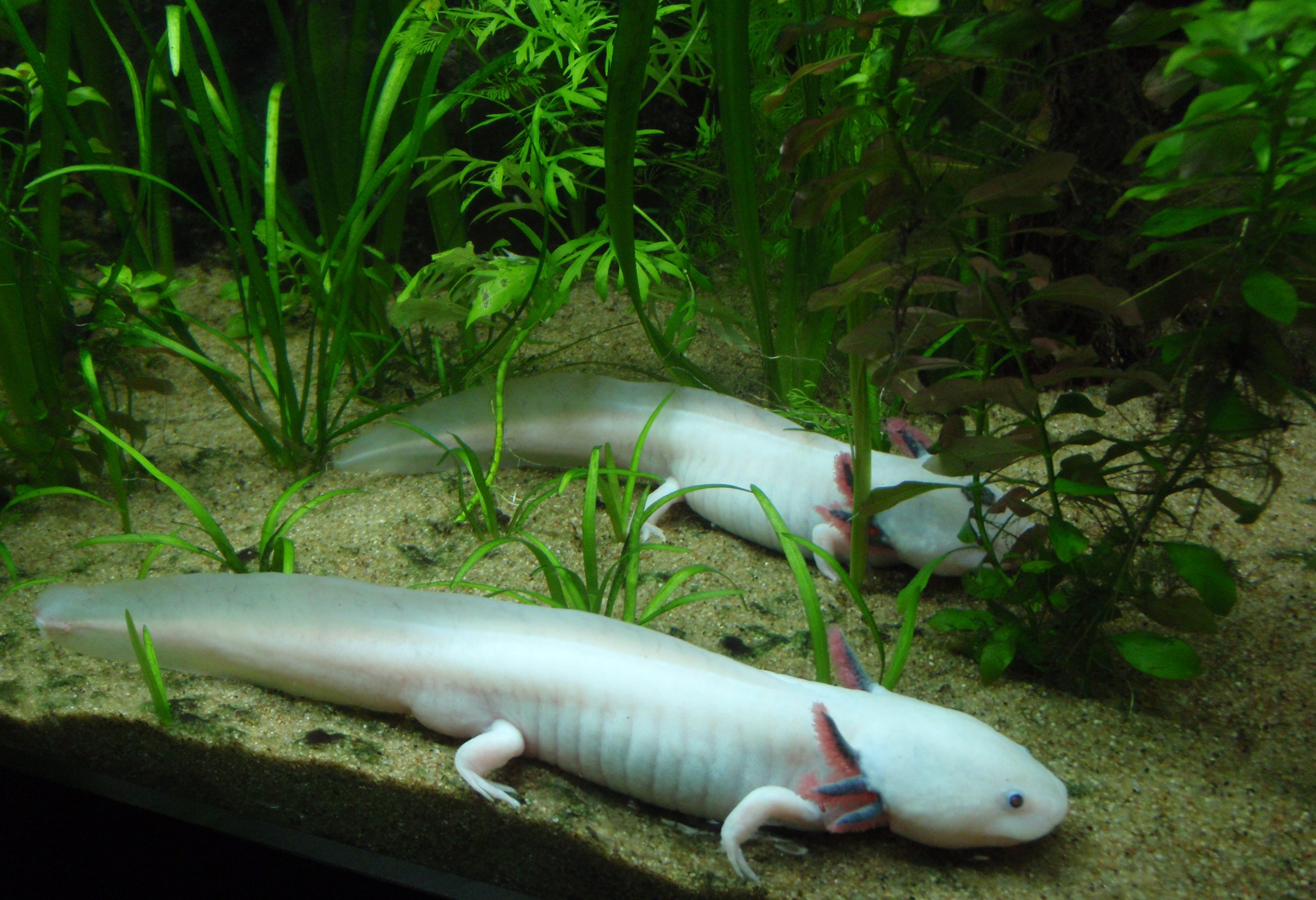
バンクーバー水族館の展示

全長10 - 25センチメートル。メスよりもオスの方が大型になり、メスは最大でも全長21センチメートル。通常は幼生の形態を残したまま性成熟する（幼形成熟）。胴体は分厚い。小さい孔状の感覚器官は発達しないが、頭部に感覚器官がある個体もいる。左右に3本ずつ外鰓がある。
上顎中央部に並ぶ歯の列（鋤口蓋骨歯列）はアルファベットの逆「U」字状。四肢は短く、指趾は扁平で先端が尖る。水かきはあまり発達せず、中手骨や中足骨の基部にしかない。
背面の体色は灰色で、黒褐色の斑点が入る。視覚情報から色素胞のサイズと厚みを変え、周囲に溶け込もうとするカモフラージュ能力を持つ。飼育下では白化個体などの様々な色彩変異が品種として作出されている。色彩変異となったもののバリエーションとして、体全体が黒いブラック、斑点のあるマーブル、全体が白色のアルビノ、全身が黄色いゴールデン、青いブルーなどがある。

## 生態

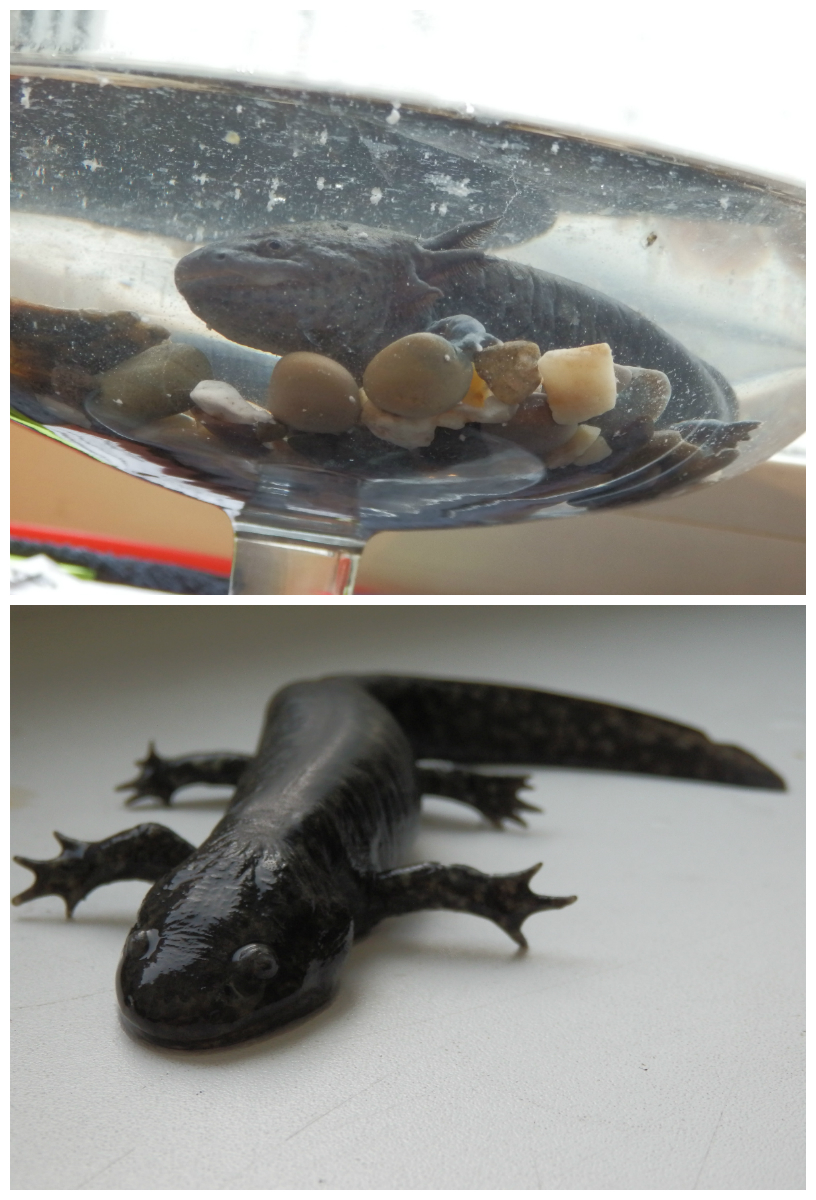
変態前（上）と変態後（下）

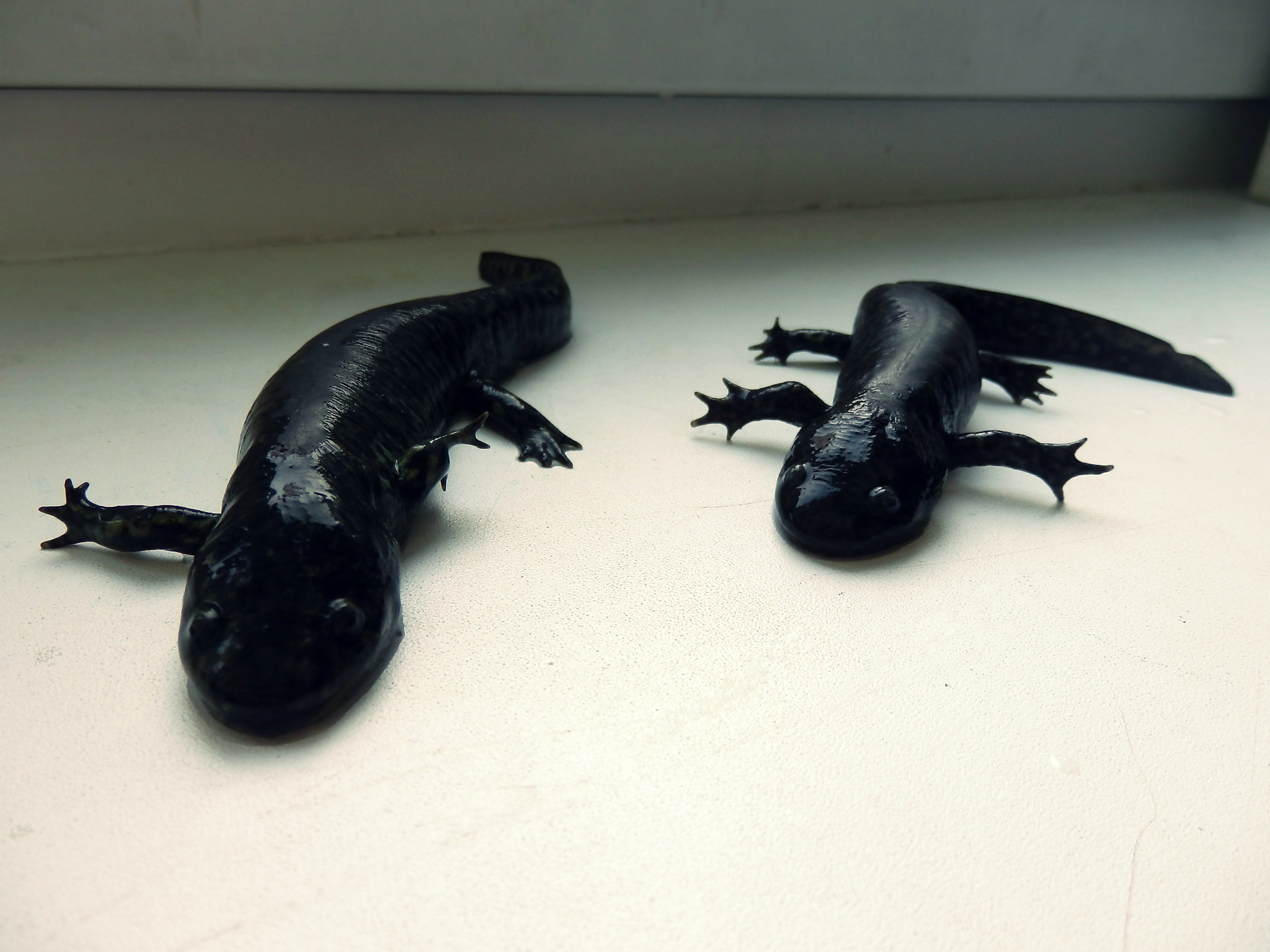
変態すると外鰓が消失する。

自然下では水温が低くヨウ素が少ない環境に生息し、チロキシンを生成することができないため、変態しない。きわめてまれに変態して成体となり、陸上生活に移行する。
15年ほど生きる個体もいる。
食性は肉食で、匂いで探し当て、軟体動物、ミミズ、昆虫、甲殻類、魚などを咥えてから吸い込み、捕食する。
繁殖様式は卵生。11月から翌1月（4 - 5月に繁殖する個体もいる）に、水草などに1回に200 - 1,000個の卵を産む。
皮膚からも酸素を取り込める。

## 人間との関係
都市開発や観光開発による生息地の破壊・乾燥化・水質汚染などにより、生息数は激減している。以前はメキシコ盆地内のスムパンゴ湖やチャルコ湖・テスココ湖にも生息していたが、埋め立てによって生息地が消滅した。1975年のワシントン条約発効時から、ワシントン条約附属書IIに掲載されている。
日本では、1980年代に珍獣ブームとともに「ウーパールーパー」の商標で日清食品のカップ焼きそば「日清焼そばU.F.O.」のCMキャラとなった。

### 食用
アステカ族は食用、薬効のある食物と考えられていた。宮廷料理としても食べられた。

### 飼育
幼形成熟個体は水中のみで生活すること・飼育の歴史が古いこと・飼育法や繁殖方法が確立していることなどから、ペットとして飼育されるほか、発生学や内分泌学における実験動物として用いられることもある。国際的な商取引が規制されているため、日本ではほぼ日本国内での飼育下繁殖個体のみが流通する。
飼育下ではチロキシンの投与や水位を下げて飼育することにより、変態した例もある。以下では主に流通する幼形成熟個体に対しての飼育の説明を行う。
アクアリウムで飼育され、水棲の有尾類としては、水質の悪化や高水温への耐性も持つ一方、水質が悪化すると最悪の場合には外鰓が壊死して死亡することもあるため、濾過などによる清涼な水質の維持、夏季の高水温への対策が望ましい。隠れ家として流木や岩・市販の隠れ家（シェルター）を設置し、水草を植え込む。底砂を敷く場合は誤飲しないように生体が飲み込めない大きいものにするか、飲み込んでも簡単に排泄されるような細かい粒のものにする。餌として魚類やエビ、ユスリカの幼虫などを与える。専用の配合飼料も市販されており、飼育下では専用の配合飼料だけでなく動物食の魚類用配合飼料（水中に沈むもの）にも餌付く。協調性が低いため、複数飼育を行う場合は飼育頭数よりも多い数のシェルターを用意する。餌用も含めて魚類などをケージ内に混泳させると、外鰓を傷つける恐れがある。

### 文化
2021年にメキシコ・ペソの50ペソ紙幣の絵柄となった。この紙幣は、国際銀行券協会が表彰する the Banknote of the Year 2021 を受賞した。

## 研究
再生能力
四肢だけでなく脊椎や心臓なども再生可能であることから、再生医療の研究で注目されている。部分的に再生できる生物なら他にもいるが、年齢を問わず元の器官と同等の器官を再生する点で本種は異なる特徴を示す。
ゲノム
2018年1月にゲノム解析が終了し、約320億塩基対を持つうえにヒトゲノムの10倍以上の長さであることが判明した。

## 画像

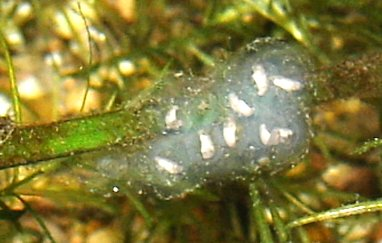
卵
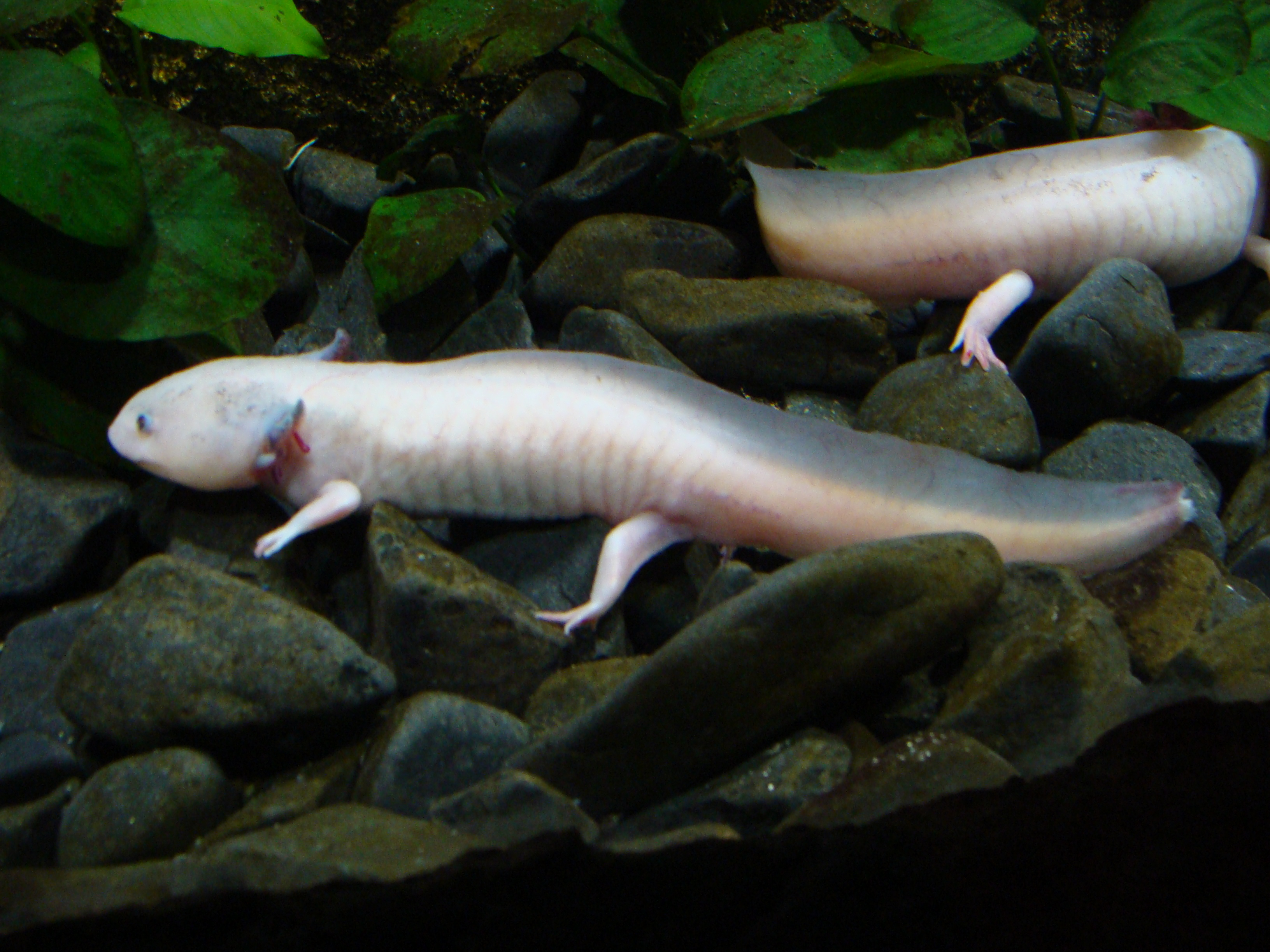
ウーパールーパー